# Giedlarowa
Giedlarowa (früher auch Gilarowa, deutsch Gillersdorf, Gillershof) ist eine Ortschaft mit einem Schulzenamt der Gemeinde Leżajsk im Powiat Leżajski der Woiwodschaft Karpatenvorland in Polen.

## Geographie
Der Ort liegt südwestlich der Stadt Leżajsk an den Flüssen Błotnia und Radejówka im Sandomirer Becken.

## Geschichte
Am 10. Januar 1409 erhielt der deutschstämmige Nicolai Gedlar das Gründungsprivileg auf Deutschem Recht in villam dictam Gewdlerowa und der neue Ort erhielt nach ihm den besitzanzeigenden Namen.  Im Jahre 1439 wurde die erste katholische Holzkirche erbaut.

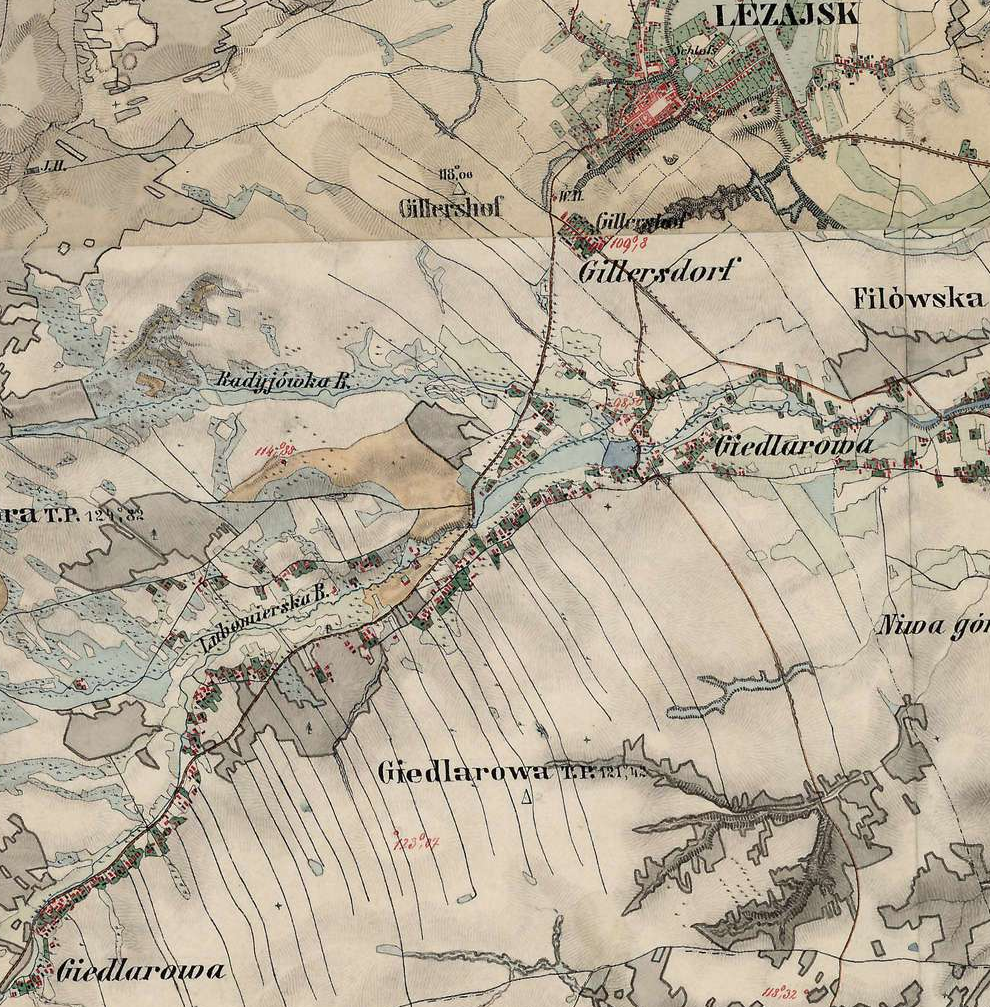
Giedlarowa und Leżajsk auf der Franziszeischen Landesaufnahme um die Mitte des 19. Jahrhunderts

Bei der Ersten Teilung Polens kam Giedlarowa 1772 zum neuen Königreich Galizien und Lodomerien des habsburgischen Kaiserreichs (ab 1804).
Im Jahre 1900 hatte das Dorf Giedlarowa 394 Häuser mit 2462 Einwohnern, davon alle polnischsprachig, 2402 römisch-katholische, 45 Juden, 15 anderen Glaubens.
1918, nach dem Ende des Ersten Weltkriegs und dem Zusammenbruch der k.u.k. Monarchie, kam Giedlarowa zu Polen.
Im Jahre 1921 hatte das Dorf Giedlarowa 478 Häuser mit 2429 Einwohnern, davon 2423 Polen, 1 Ruthen, 5 Deutschen, 2375 römisch-katholische, 4 griechisch-katholische, 11 andere Christen, 39 Juden.
Im Zweiten Weltkrieg gehörte es zum Generalgouvernement.
Von 1975 bis 1998 gehörte Giedlarowa zur Woiwodschaft Rzeszów.

### Gillershof
Im Jahre 1787 im Zuge der Josephinischen Kolonisation wurden deutsche Kolonisten reformierter Konfession zwischen Giedlarowa und Leżajsk angesiedelt. Die Kolonie wurde Gillershof genannt und zählte im Jahre 1808 17 Häuser mit 120 Einwohnern.
Im Jahre 1900 hatte die Gemeinde Gillershof 22 Häuser mit 141 Einwohnern, davon 93 deutschsprachige, 48 polnischsprachige, 28 römisch-katholische, 2 griechisch-katholische, 6 Juden und 105 anderen Glaubens (überwiegend evangelisch).
Im Jahre 1921 hatte die Gemeinde Gillershof 23 Häuser mit 158 Einwohnern, davon alle Polen, 157 katholische, 1 griechisch-katholische.

## Söhne und Töchter der Gemeinde
- Józef Zych (* 23. März 1938 in Giedlarowa), polnischer Jurist und Politiker der Polnischen Bauernpartei